# Sotériologie
La sotériologie, du grec σωτηρία (sôtêria, salut) et λόγος (logos, discours, science), est l'étude des différentes doctrines théologiques du salut de l'âme. La notion de salut occupe une place centrale dans le christianisme tout en étant présente dans le judaïsme et l'islam.

## Judaïsme
Pour les juifs, la vie après la mort est une expression de la relation envers Dieu et la spiritualité que nous avons forgée et développée dans ce monde-ci. L’expérience qu’un être fait de la vie future est totalement dépendante de sa préparation préalable. Chaque choix que nous effectuons dans ce monde-ci façonne notre personnalité et génère un rapprochement ou un détachement avec le monde futur.
Imaginez deux personnes assistant à un concert philharmonique. Le premier a appris le solfège, s’est documenté au sujet du compositeur et est très versé dans toutes les nuances impliquées dans la création de cette symphonie. Pour lui, le concert est une expérience riche et extrêmement satisfaisante. Son compagnon, lui, a été traîné malgré lui et il déteste la musique classique. Pour lui, ce concert est ennuyeux voire pénible.
Un seul concert, deux types d’expériences très différentes.
Notre essence ne subit pas de véritable transformation quand nous quittons ce monde. C’est exactement le contraire. Notre essence est libre de s’exprimer pleinement dans le monde futur. La douleur du détachement et la conscience accrue de ce que nous aurions pu devenir si nous avions fait des choix de vie plus judicieux représentent la vision juive de l’enfer.

## Christianisme
Cette « théologie du salut » est indissociable du mystère de la rédemption, et par conséquent a partie liée avec les notions de péché et de grâce. De nombreux débats opposent les doctrines catholique et protestante, en particulier sur les concepts de justification et de prédestination. Cela crée des divisions à l'intérieur même des confessions. Dans la théologie catholique, la question du « salut universel » n'est pas tranchée définitivement et fait toujours débat. Les protestants, pour leur part, sont divisés en plusieurs courants, chacun interprétant l'Écriture avec sa propre sensibilité ; la question du salut ne fait pas exception et aucun consensus n'a été trouvé.
Dans la théologie catholique, la sotériologie est liée à la doctrine du péché originel.
Depuis la fin du XXe siècle[réf. nécessaire], la sotériologie est l'un des champs d'étude de la christologie.

## Islam
Dans le Coran, le livre sacré en islam, le Salut est fondamentalement conditionné par deux principes : croire en Dieu et faire des actes vertueux/sâlihât (S2.V82; S3.V57; S5.V9;...). Fidèle à la Volonté divine d'avoir une pluralité de communauté religieuse, le Salut est accessible à toute personne monothéiste quelle que soit sa voie générale ("Shir'a" qui peut traduire la Loi mais aussi la conception générale de Dieu) et sa voie spécifique ("Minhâj" qui peut traduire le culte, le rite, la loi ou de façon générale tout ce qui est lié à la pratique), l'objectif étant de rivaliser en bonnes œuvres tel que défini dans la S5.V48. Est attribuée aussi à chaque communauté religieuse selon S22 V67, une forme de piété (Mansak).
Toujours selon le Coran, l'accès au Paradis ne dépend ni des désirs des musulmans ni de ceux des Gens du Livre selon S4 V122-124.
L'herméneutique musulmane s'est tout de même emparée de la conception exclusiviste du Salut (déjà présente dans le Judaïsme et le Christianisme) en considérant que seuls ceux adhérant à l'Islam peuvent y accéder. Toutefois, cet exclusivisme fut dépassé par les Ahl Al Kashf (les gens du Dévoilement partisans de l'idée que la vraie Connaissance ne se fait que via l'Intellect grâce à un rapprochement avec Dieu) comme Ghazali, Ibn Arabi, Junayd,... .
L'au-delà est composé d'un Paradis et d'un Enfer. Les ressuscités sont classifiés en 3 catégories : les rapprochés de Dieu, les gens de la Droite et les gens de la Gauche.
La doctrine du Salut islamique diffère donc fondamentalement de la doctrine du Salut chrétien du fait de l'absence de l'effacement des péchés par la croyance en la Crucifixion-Résurrection-Ascension du Messie Jésus (1 Corinthien 17) qui doit mener à l'abolition du péché par la suppression de la Loi.

## Zoroastrisme
D'après le livre Iran, une histoire de 4000 ans de Yves Bomati et Houchang Nahavandi, dans le zoroastrisme, l'Homme est libre de ses choix et est un acteur essentiel pour le triomphe de la cause juste. Il doit jouer un rôle actif dans les desseins de la divinité Ahura Mazda et doit s'appuyer sur les énergies supérieures des Amesha Spenta pour accéder à la Bonne Pensée, la Bonne Parole et la Bonne Action. Il est partie prenante dans la lutte incessante entre le principe de Vie (le bien, l'intelligence, la lumière) et le principe de Non-vie (le mal, l'obscurantisme, les ténèbres). S'il est libre de choisir entre ces 2 principes, il doit aussi en assumer les conséquences. S'il suit le rite développé par le prophète Zoroastre consigné dans les hymnes à Dieu, les Gathas, permettant de participer à l'agencement du monde et à sa conservation alors la vie l'emportera définitivement sur la non-vie et le Dieu unique Ahura Mazda régnera partout sur la Terre. Ce passage nécessitera une apocalypse par le feu qui conduira enfin à la restauration de l'âge d'or, à une régénération du monde et à l'avènement du Royaume de Dieu.
Après la mort, les Justes comme les Méchants voient leurs âmes triées et jugées par Ahura Mazda à l'entrée du "Passage du Trieur". Les Justes gagneront le paradis appelé la "Maison des Chants", "l'Empire de la bonne pensée" ou encore "l'Empire des Prospérités". Quant aux Méchants, ils resteront dans un espace de désolation, sorte de purgatoire, avant l'ordalie finale par le feu qui réconciliera toutes les âmes.
En synthèse, l'Homme doit respecter l'agencement du monde, observer un rituel propre à le garantir tout en étant responsable de ses choix pour être parmi les Justes.

#### Notions
- Eschatologie
- Justification
- Paradis
- Rédemption
- Satisfaction
- Salut (théologie)
- Chrétien anonyme

#### Auteurs

##### Auteurs classiques
- Grégoire de Narek
- Augustin d'Hippone
- Anselme de Cantorbéry
- Thomas d'Aquin
- Jean Calvin
- Martin Luther
- Blaise Pascal

##### Auteurs contemporains
- Karl Barth
- Pierre Teilhard de Chardin
- Karl Rahner
- Walter Kasper